# Ezhel

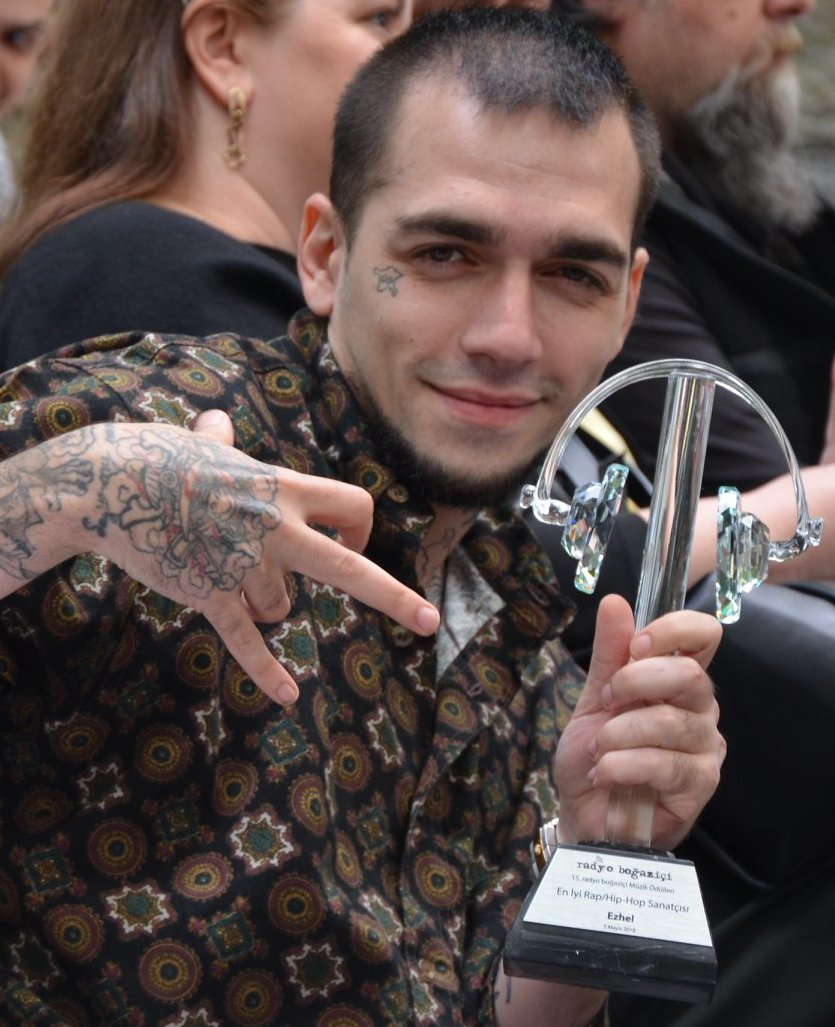
Ezhel bei den 15th Radio Boğaziçi Music Awards (2018)

Ezhel, früher auch Ais Ezhel (bürgerlich Sercan İpekçioğlu; geboren am 1. Juli 1991 in Ankara) ist ein türkischer Rapper. Musikalisch mischt er Trap, Hip-Hop und Reggae. Seit 2019 lebt er in Berlin.

## Leben und Karriere
Sercan İpekçioğlu stammt aus einer musikalischen Familie. Seine Mutter war Staatssängerin, die ausländische Gäste mit Liedern auf Türkisch, Arabisch und Chinesisch unterhielt. Mit 18 Jahren, damals noch als Reggae-Sänger mit der Band Afra Tafra, erhielt er ein Stipendium für das private TED Ankara College Foundation Schools. Statt des Besuchs des Colleges begann er aber 2006 mit Straßenmusik, die er selbst „AnatolianUrbanCore/Hip-Hop/Reggae-Dub/Trap“ nannte. Nach Auflösung der ersten Band gründete er mit ein paar Freunden aus Ankara die Band Kökler Filizleniyor. Bis 2017 nutzte er den Künstlernamen Ais Ezhel. Ezhel beherrscht neben Türkisch auch Grundzüge der nordkurdischen Sprache Kurmandschi.
Sein 2017 erschienenes Debütalbum Müptezel (türkisch für „wertlos“) wurde breit rezipiert. Inhaltlich beschäftigt sich Ezhel mit dem Straßenleben, der Underground-Kultur der Hauptstadt, aber vor allem auch mit gesellschaftskritischen Themen wie Kinderarbeit, Armut, sexueller Belästigung und Kindesmissbrauch. Er thematisiert ebenfalls die Verhaftung von Journalisten und lässt kurdische Wörter in seine Texte einfließen, was laut Die Tageszeitung als politisches Statement gedeutet werden kann.
Sein Song Geceler (deutsch: „Die Nächte“) wurde über 35 Millionen Mal bei Spotify gestreamt und brachte ihm den Titel 'Freestyle King' von Hip Hop Life, aber wegen Nacktheit und Gewalt im Video auch eine starke Ablehnung in konservativen Kreisen ein.
Aufmerksamkeit erlangte er durch seine kurzzeitige Verhaftung am 24. Mai 2018 wegen „Anstiftung zum Drogenkonsum“ auf Grund eines Songtextes. Anschließend wurde er am 19. Juni 2018 unter Auflagen entlassen.
Im Jahr 2018 gewann er einen Altın Kelebek Award in der Kategorie Bester Newcomer.
Im Mai 2019 bezeichnete die New York Times ihn als einen der 15 wichtigsten zeitgenössischen europäischen Pop-Interpreten.
Im September 2019 stellte er – zeitgleich mit Susamam von 20 türkischen Rappern – seinen regimekritischen Rapsong Olay vor. Im Video sind Bilddokumente des Putschversuches am 15. Juli 2016 und von Protesten der vergangenen Jahre eingebaut. Das Video reflektiert auch die Zahl der in der Türkei in den letzten Jahren ermordeten Frauen. Seit 2019 lebt er in Berlin. Ezhel ist der Cousin von DJ Ipek.
Im November 2024 erschien sein zweites Solo-Album Derdo.

## Diskografie

### Alben
- 2017: Müptezhel
- 2024: Derdo

### Kollaborationen
- 2019: Lights Out (mit Ufo361)
- 2020: Made in Turkey (mit Murda)

### Singles
- 2016: Ateşi Yak
- 2017: Geceler
- 2017: Şehrimin Tadı
- 2017: Bazen (mit Emel)
- 2017: Alo
- 2017: İmkansızım
- 2018: Kazıdık Tırnaklarla
- 2018: KAFA10 (mit Anıl Piyancı)
- 2019: Felaket
- 2019: Summer of My Life (mit Gringo, Yung Kafa & Küçük Efendi)
- 2019: İlk Kural Saygı (mit Killa Hakan & Gringo)
- 2019: Ne deve ne kush (mit Büyük Ev Ablukada)
- 2019: Fight Kulüp (mit Ceza, Ben Fero & Killa Hakan)
- 2019: Olay
- 2019: LOLO
- 2019: AYA (mit Murda)
- 2019: Wir sind Kral (mit Ufo361)
- 2019: YKKE (mit Ufo361)
- 2019: Mon Ami (mit Eno)
- 2020: Bi Sonraki Hayatımda Gel (mit Murda)
- 2020: Made in Turkey (mit Murda)
- 2020: Devam (mit Gentleman & Luciano)
- 2020: KRAMP (mit Ben Fero)
- 2020: Allah‘ından Bul (#10 der deutschen Single-Trend-Charts am 23. Oktober 2020[15])
- 2020: LINK UP (mit Kelvyn Colt)
- 2020: Melodien (mit Newman)
- 2021: Not a Day (mit Patrice)
- 2021: Sakatat
- 2021: 4 Kanaken (mit Haftbefehl, Capo & Veysel)
- 2021: Lifeline (mit Gentleman)
- 2021: Bul Beni
- 2021: Mayrig
- 2021: Hayrola (mit Artz & Bugy)
- 2022: Ağlattın
- 2022: Daima
- 2022: Nerdesin (#9 der deutschen Single-Trend-Charts am 29. Juli 2022[16])
- 2023: Kuğulu Park
- 2023: Paspartu
- 2023: Kontak (Summer Cem feat. Ezhel; #1 der deutschen Single-Trend-Charts am 9. Juni 2023[17])
- 2023: Oynar
- 2023: Taştan (mit Summer Cem)
- 2023: Hot Baklava (mit Murda, Geenaro & Ghana Beats)
- 2023: Pofuduk (mit Jugglerz)
- 2023: Margiela
- 2024: Çevir Tavukları (mit Lil Zey)
- 2024: Lannister (mit Tanerman)
- 2024: Ben (mit Eserrovic)
- 2024: Mad (mit Melez)
- 2024: Kadehimi Boş Bırakma
- 2024: FaceTime
- 2024: Bridges (mit Aitch)
- 2024: Kedi
- 2024: Uchigatana (mit Murda & Bugy)
- 2025: Dayanamam (mit Murda)
- 2025: Ağla
- 2025: Alabora
- 2025: Istanboo (mit Emir Taha)
- 2025: Eyvallah

Quelle:

## Auszeichnungen
- 2018: Altın Kelebek Award in der Kategorie Bester Newcomer